# Paula Freitas
Paula Freitas är en kommun i Brasilien.   Den ligger i delstaten Paraná, i den södra delen av landet, 1 200 km söder om huvudstaden Brasília. Antalet invånare är 5 430.
I omgivningarna runt Paula Freitas växer huvudsakligen savannskog. Runt Paula Freitas är det ganska glesbefolkat, med 23 invånare per kvadratkilometer.